# Туга (Удмуртия)
Туга — деревня в Игринском районе Удмуртской республики.

## География
Находится в центральной части Удмуртии на расстоянии приблизительно 23 км на северо-восток по прямой от районного центра поселка Игра.

## История
Известна с 1873 года как деревня Тугинская (Тугы) с 10 дворами, в 1905 21 двор, в 1924 (Туга) — 30. До 2021 года входила в состав Лозо-Люкского сельского поселения.

## Население
Постоянное население составляло 22 человека (1873 год), 193 (1905), 202 (1924, все удмурты), 69 человек в 2002 году (удмурты 87 %), 39 в 2012.